# Zagórze (obwód tarnopolski)
Zagórze (ukr. Загір'я) – wieś na Ukrainie w rejonie tarnopolskim należącym do obwodu tarnopolskiego. 
W II Rzeczypospolitej miejscowość w powiecie zborowskim województwa tarnopolskiego.
W listopadzie 1944 r. nacjonaliści ukraińscy z OUN-UPA zamordowali 21 Polaków.
Do 2020 w rejonie zborowskim.